# معهد بورقيبة للغات الحية
معهد بورقيبة للغات الحية بتونس هو مؤسسة عليا لتعليم اللغات، يعود بالنظر إلى جامعة تونس المنار، ويقع بشارع الحرية بالعاصمة التونسية.

## تاريخ ومهمة
تأسس معهد بورقيبة للغات الحية عام 1964 وهو بهدف تدريس اللغات الحية للعموم وإنجاز البحوث التطبيقية في ميدان اللغات الأجنبية الموجهة للكهول. وهو مفتوح للراغبين من التونسيين والأجانب في تعلم إحدى اللغات أو تحسين مستواه فيها.

## اللغات
اللغات المعنية بالتدريس في معهد بورقيبة للغات الحية هي: العربية المعاصرة واللهجة العامية التونسية والعربية المختصة والإنقليزية العامة والإنجليزية المختصة والألمانية والإسبانية والفرنسية والفرنسية المختصة والإيطالية واليابانية والعبرية والروسية و الكورية والبرتغالية والصينية.
وللمعهد فروع بعدد من المدن التونسية من بينها القيروان.

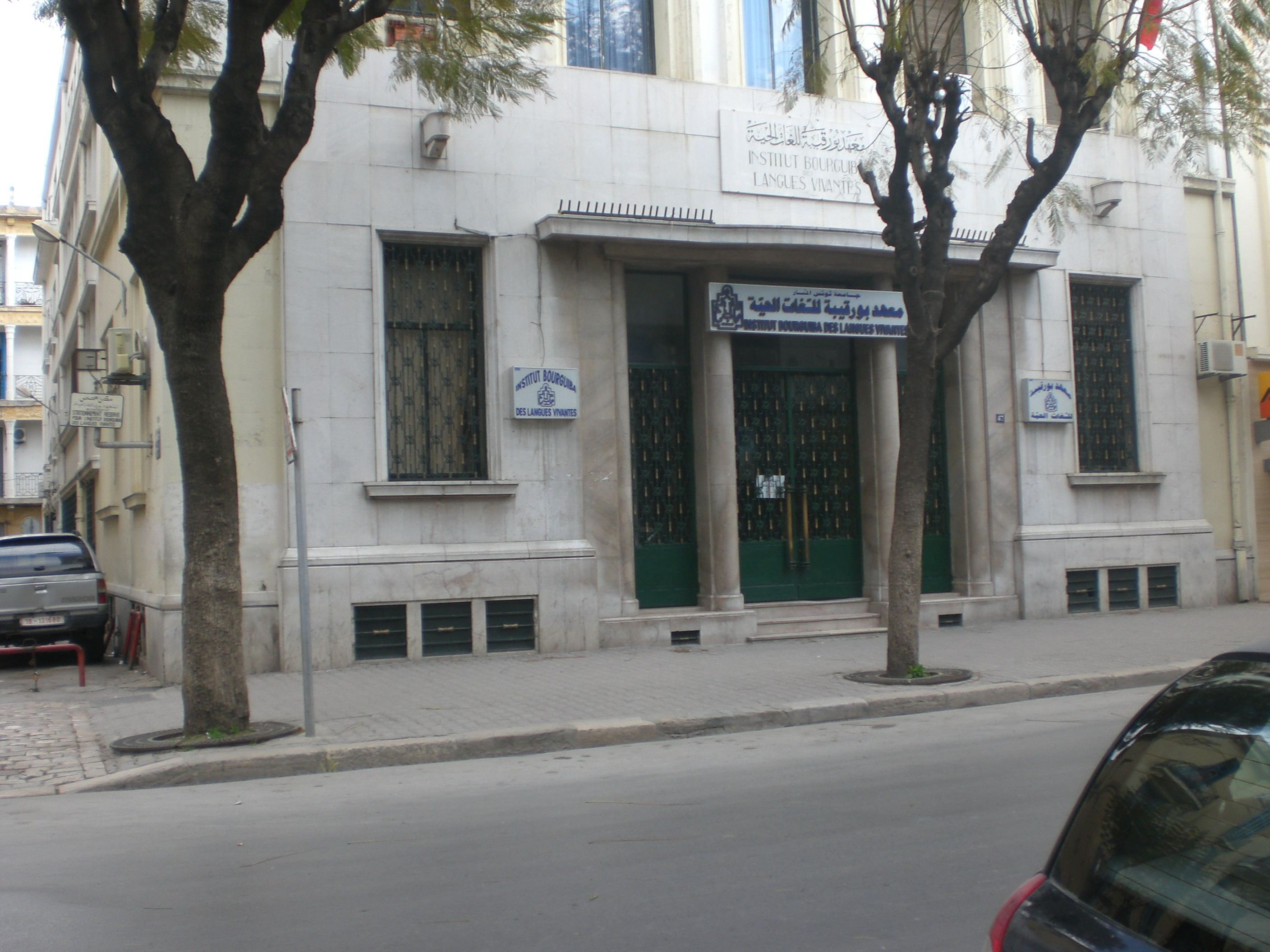
مدخل معهد بورقيبة للغات الحية

## وصلة خارجية
- موقع معهد بورقيبة لغات الحية.